# Rhinodia undiferaria
Rhinodia undiferaria là một loài bướm đêm trong họ Geometridae.